# 서천객
서천객(西川客)은 『증보해동이적』에 전하는 인면조의 일종이다. 얼굴을 포함한 온몸이 새까만 깃털로 덮였는데, 눈만은 그윽한 사람의 눈이다. 천 년 이상 장수한다고도 하고 영원히 산다고도 한다. 어디서 나타나는지 모르지만 큰 눈이 오기 전에 산촌에 나타나 돌아다니다 사라져서 대설의 징조로 생각된다. 이름의 유래는 정체불명이지만 흉한 것보다는 길한 것에 가깝다.:255
『증보해동이적』에는 안시객(安市客)이라는 또다른 인면조의 전설도 전하면서 이것이 서천객과 비슷하다고 한다. 안시객은 안시성 전투에 참여한 당나라 병사가 귀국하지 않고 남아서 장생술을 익히다 인면조가 된 것인데, 천 년 뒤 조선시대까지 살아서 눈물을 흘리며 자기 이야기를 해주었다고 한다.:255